# Odródka długoogoniasta
Odródka długoogoniasta (Palingenia longicauda) – należący do rzędu jętek i rodziny odródkowatych (Palingeniidae) gatunek bogato ubarwionych owadów o długości 8–12 cm  i rozpiętości skrzydeł osiągającej 6–7 cm. Swoje jaja składają na powierzchni wody. Jaja następnie opadają na dno i tam wwiercają się w głąb gruntu. Larwy żyją głównie pod kamieniami wśród bujnej roślinności, wwiercając się w osady. Dorosłe owady znane są z krótkiego życia. Na małej głowie znajdują się krótkie czułki, duże oczy złożone i trzy przyoczka. Posiadają szczątkowy aparat gębowy. Dojrzałe płciowo owady w czasie swojego krótkiego życia na powierzchni nie odżywiają się, a przewód pokarmowy wypełniają powietrzem, by móc łatwiej latać. Dorosłe jętki nie latają zbyt dobrze, raczej polatują.
W zależności od gatunku larwy linieją 20–30 razy w ciągu roku lub kilku miesięcy. Ostatnie linienie zachodzi w prawie dorosłym wieku. Ich masowe pojawianie się można obserwować wiosną lub wczesnym latem, gdy odbywają taniec godowy. Wyrajanie jętek rozpoczyna się w godzinach wieczornych i trwa około trzech godzin. Jako początek rojenia należy uważać chwilę, gdy żyjące na gliniastym brzegu rzeki larwy wypływają na powierzchnię dzięki gazom zgromadzonym pod zewnętrznymi pokrywami. Na powierzchni wody z larwy wyłania się skrzydlaty owad.
Najpierw pojawiają się subimagines samców, które w wyniku linienia przekształcają się w zdolną do kopulacji formę imago. W czasie procesu linienia owady nie są zdolne do lotu, więc są zdane na łaskę ptaków owadożernych. Przekształcone w imagines i posiadające długie przysadki odwłokowe samce, szukają samic, latając bezpośrednio nad wodą.
Samice zdolne są do rozrodu bezpośrednio po wyłonieniu się z larw. Po kopulacji lecą nad rzeką, zaczynając lot kompensacyjny. Lecąc pod prąd rzeki na wysokości 5–10 metrów, powoli osiadają na wodzie, gdzie składają jaja. Jaja opadają na dno koryta rzeki, a wylęgnięte z nich larwy wwiercają się w jego ściany i przez następne trzy lata żyją w otwartych w stronę wody kanalikach w koloniach liczących od 10 do 100 tysięcy osobników. 
W przeszłości gatunek rozpowszechniony był w całej Europie, lecz teraz zniknął z jej większej części. Na przykład na Węgrzech występuje tylko na Cisie i jej dopływach. W sierpniu 2012 roku, dzięki poprawie jakości wód, znowu pojawiły się na Dunaju, ale naukowcy przewidują zmniejszenie dunajskiej populacji na październik 2013.

## Występowanie w Polsce
Od czasów badań przeprowadzonych w okresie dwudziestolecia międzywojennego przez Ulmera (1927) i Mikulskiego (1936) nie notowano obecności gatunku w dzisiejszych granicach Polski; prawdopodobnie całkowicie wyginął.